# Bổ đề Euclid

Trong lý thuyết số, bổ đề Euclid là một bổ đề nắm một thuộc tính cơ bản của số nguyên tố, đó là:
Bổ đề Euclid — Nếu một số nguyên tố p là ước của tích ab của hai số nguyên a và b, thì p phải chia được hết bởi tối thiểu một trong các số nguyên a và b.
Ví dụ, nếu p = 19, a = 133, b = 143, thì ab = 133 × 143 = 19019, và vì tích này chia hết cho 19, theo bổ đề thì một trong hai hoặc cả hai số 133 hoặc 143 cũng phải chia hết cho 19. Thật vậy, 133 = 19 × 7.
Vốn dĩ, nếu điều kiện của bổ đề không được thỏa mãn, chẳng hạn như nếu p là một hợp số, kết quả sẽ có thể là đúng hoặc sai. Ví dụ, trong trường hợp p = 10, a = 4, b = 15, hợp số 10 chia hết tích ab = 4 × 15 = 60, nhưng 10 không chia hết 4 hay 15.
Tính chất này cần thiết cho chứng minh của định lý cơ bản của số học. Nó được dùng để định nghĩa phần tử nguyên tố, một tổng quát hóa của số nguyên tố cho các vành giao hoán bất kỳ. Bổ đề Euclid cho thấy rằng đối với tập số nguyên các phần tử tối giản cũng là phần tử nguyên tố. Chứng minh định lý sử dụng quy nạp nên nó không áp dụng với tất cả các miền nguyên.

## Công thức
Lấy {\displaystyle p} là một số nguyên tố và giả thiết rằng {\displaystyle p} chia hết (hay "đo được") tích của hai số nguyên {\displaystyle a} và {\displaystyle b}. (Trong cách viết ký hiệu, điều này được viết là {\displaystyle p\mid ab}. Mệnh đề phủ định của nó, {\displaystyle p} không chia hết {\displaystyle ab} được viết là {\displaystyle p\nmid ab}.) Vậy thì {\displaystyle p\mid a} hoặc {\displaystyle p\mid b} (hoặc cả hai). Các phát biểu tương đương bao gồm:
- Nếu {\displaystyle p\nmid a} và {\displaystyle p\nmid b}, thì {\displaystyle p\nmid ab}.
- Nếu {\displaystyle p\nmid a} và {\displaystyle p\mid ab}, thì {\displaystyle p\mid b}.

Bổ đề Euclid có thể được tổng quát hóa từ cho các số nguyên tố tới cho bất kỳ số nguyên nào:
Định lý — Nếu {\displaystyle n\mid ab}, và {\displaystyle n} nguyên tố cùng nhau với {\displaystyle a}, thì {\displaystyle n\mid b}.
Đây là một tổng quát hóa bởi vì nếu {\displaystyle n} cũng là số nguyên tố thì hoặc là
- {\displaystyle n\mid a}; hoặc là
- {\displaystyle n} nguyên tố cùng nhau với {\displaystyle a}. Trong khả năng thứ hai này, {\displaystyle n\nmid a} vì vậy {\displaystyle n\mid b}.

## Lịch sử
Bổ đề xuất hiện lần đầu dưới dạng mệnh đề số 30 trong Quyển VII của bộ Cơ sở của Euclid. Nó được kèm trong trên thực tế tất cả cuốn sách viết về lý thuyết số cơ bản.
Sự tổng quát hóa của bổ đề lên với mọi số nguyên xuất hiện trong sách giáo khoa Nouveaux Elémens de Mathématiques của Jean Prestet năm 1681.
Trong chuyên luận Disquisitiones Arithmeticae của Carl Friedrich Gauss, phát biểu của bổ đề là Định đề 14 của Euclid (Mục 2), mà ông sử dụng để chứng minh sự duy nhất của phân tích các thừa số nguyên tố của một số nguyên (Định lý 16), thừa nhận sự tồn tại là "hiển nhiên." Từ sự tồn tại và tính duy nhất này, sau đó, ông suy ra tổng quát hóa của bổ đề từ số nguyên tố thành số nguyên. Vì lý do này, tổng quát hóa của bổ đề Euclid đôi khi còn được gọi là bổ đề Gauss, nhưng một số người tin rằng cách sử dụng này là không chính xác do sự nhầm lẫn với bổ đề Gauss về thặng dư bậc hai.

## Chứng minh

### Chứng minh bằng bổ đề Bézout
Chứng minh thông thường liên quan tới một bổ đề khác được gọi là bổ đề Bézout, phát biểu rằng nếu x và y là các số nguyên tố cùng nhau (tức là chúng không có ước số chung nào khác ngoài 1 và -1) thì tồn tại các số nguyên r và s sao cho
{\displaystyle rx+sy=1.}
Cho a và n nguyên tố cùng nhau, và giả thiết rằng n|ab. Theo bổ đề Bézout, tồn tại r và s thỏa
{\displaystyle rn+sa=1.}
Nhân cả hai vế với b:
{\displaystyle rnb+sab=b.}
Số hạng đầu tiên ở vế trái chia hết cho n và số hạng thứ hai chia hết cho ab, theo giả thiết thì số hạng này chia hết cho n. Do đó tổng của chúng, b, cũng chia hết cho n. Đây là tổng quát hóa của bổ đề Euclid đã đề cập ở trên.

### Chứng minh của bộCơ sở
Bổ đề Euclid được chứng minh ở Mệnh đề 30 trong Quyển VII của bộ sách Cơ sở của Euclid. Chứng minh gốc khá khó để hiểu được, vì thế chúng tôi trích dẫn lời bình của Euclid (1956, tr. 319-332).
Mệnh đề 19
Nếu bốn số tỉ lệ thuận với nhau thì tích số bởi số thứ nhất và thứ tư bằng số thứ hai và thứ ba; và, nếu tích số từ số thứ nhất và thứ tư bằng tích số từ số thứ hai và thứ ba, thì bốn số đó là tỷ lệ thuận.
Mệnh đề 20
Các số bé nhất trong số những số có cùng tỉ lệ với chúng đo được những số có cùng tỉ lệ bằng cùng một số lần — càng lớn thì càng lớn và càng ít thì càng ít. 
Mệnh đề 21
Các số nguyên tố cùng nhau là các số nhỏ nhất trong số những số có cùng tỉ lệ với chúng.
Mệnh đề 29
Bất kỳ số nguyên tố nào cũng là số nguyên tố cùng với một số bất kỳ mà nó không đo được.
Mệnh đề 30
Nếu hai số, bằng cách nhân với nhau, tạo ra một tích và với bất kỳ số nguyên tố nào đo được tích đó, thì nó cũng đo được một trong các số ban đầu.
Chứng minh của mệnh đề 30
Nếu c là số nguyên tố, đo được ab, thì c đo được a hoặc b.
Giả sử c không đo được a.
Do đó c, a nguyên tố cùng nhau. ［VII. 29］
Giả sử ab＝mc.
Do đó c: a ＝ b : m. ［VII. 19］
Do đó theo［VII. 20, 21］b＝nc, với n là một số nguyên.
Do đó c đo được b.
Tương tự, nếu c không đo được b thì c đo được a.
Do đó c là số đo được một số hoặc số kia trong hai số a, b.
QED.

### Trích dẫn
1. ↑  Bajnok 2013, Theorem 14.5
2. ↑  Joyner, Kreminski & Turisco 2004, Proposition 1.5.8, p. 25
3. ↑  Martin 2012, tr. 125
4. 1 2  Gauss 2001
5. 1 2  Hardy, Wright & Wiles 2008
6. ↑  Ireland & Rosen 2010
7. ↑  Landau & Goodman 1999
8. ↑  Riesel 1994
9. ↑  Euclid 1994
10. ↑  Weisstein, Eric W., "Euclid's Lemma", MathWorld.
11. ↑  Euclid 1956, tr. 319
12. ↑  Euclid 1956, tr. 321
13. ↑  Euclid 1956, tr. 323
14. ↑  Euclid 1956, tr. 331
15. ↑  Euclid 1956, tr. 332
16. ↑  Euclid 1956